# Richie Furay
Richie Furay (* 9. května 1944 Yellow Springs, Ohio, USA) je americký zpěvák, kytarista a hudební skladatel. V letech 1966–1968 byl členem skupiny Buffalo Springfield a účastnil se i jejího reunionu v letech 2010–2012. V letech 1968–1973 a 1988–1990 hrál ve skupině Poco. V roce 1997 byl uveden do Rock and Roll Hall of Fame jako člen skupiny Buffalo Springfield.

## Diskografie

### Stidová alba
Sólová alba
- I've Got a Reason (1976)
- Dance a Little Light (1978)
- I Still Have Dreams (1979)
- Seasons of Change (1982)
- In My Father's House (1997)
- I am Sure (2005)
- The Heartbeat of Love (2006) – s Johnem Macym

The Richie Furay Band
- ALIVE (2007)

s Au Go-Go Singers
- Au Go-Go Singers (1964)

s Buffalo Springfield
- Buffalo Springfield (1966)
- Buffalo Springfield Again (1967)
- Last Time Around (1968)

s Poco
- Pickin' Up the Pieces (1969)
- Poco (1970)
- Deliverin' (1971)
- From the Inside (1971)
- A Good Feelin' To Know (1972)
- Crazy Eyes (1973)
- Legacy (1989)

se Souther-Hillman-Furay Band
- The Souther-Hillman-Furay Band (1974)
- Trouble in Paradise (1975)